# 内斯托尔·孔班
内斯托尔·孔班（法語：Néstor Combin，1939年12月29日—），阿根廷、法国男子足球运动员，司职前锋。他曾代表法国国家队参加1966年国际足联世界杯，结果队伍止步小组赛阶段。